# Oase 2
Oase 2 è il fossile di un cranio di un ominide scoperto a Peștera cu Oase in Romania nel 2003 da Stefan Milota, Ricardo Rodrigo, Oana Moldovan e João Zilhão.

## Descrizione
Il fossile, che è stato attribuito ad un adolescente di circa 15 anni presenta una miscela di caratteristiche craniometriche tipiche dell'Homo sapiens arcaico e dell'Homo neanderthalensis. Caratteristiche derivate dall'Homo sapiens moderno sono il mento pronunciato, le arcate sopraccigliari poco prominenti e una volta cranica alta e rotonda, che sono affiancate ad alcuni aspetti arcaici del cranio e della dentatura che li pongono fuori del campo di variazione degli esseri umani moderni, come una faccia larga, una grande cresta ossea dietro l'orecchio e denti molto grandi.